# Buzlugöze, Varto
Buzlugöze là một xã thuộc huyện Varto, tỉnh Muş, Thổ Nhĩ Kỳ. Dân số thời điểm năm 2011 là 471 người.